# Leccinellum pseudoscabrum
Leccinellum pseudoscabrum (Kallenb.) Mikšík, 2017 è un fungo appartenente alla famiglia delle Boletaceae.

## Descrizione della specie

### appello
5–12 cm di diametro, convesso.
Cuticolaglabra, viscosa a tempo umido, spesso rugosa e screpolata con il tempo secco, da bruno-giallastra a bruno-nerastra.

### Tubuli
Lunghi 20 mm, biancastri o giallo pallido, virano al grigio-nerastro al tocco.

### Pori
Minuti, 1-2 per mm, biancastri o giallo pallido, virano al grigio-nerastro al tocco.

### Gambo
4-13 x 0,6-1,4 cm, biancastro, ornato da piccole scaglie bruno-nerastre, attenuato all'apice.

### Carne
Bianca, al taglio vira rapidamente prima al rosso e poi annerisce.
- Odore: nullo.
- Sapore:

## Microscopia
Sporesub fusoidi, non amiloidi, lisce, 10-28 x 4-7 µm.
Basidiclavati, 32 x 12 µm.
Cistidifusoidi-ventricosi, 42 x 14 µm, da ialini a giallo ocra in KOH.

## Habitat
Specie simbionte, stabilisce micorrize soprattutto con carpino, da cui il sinonimo L. carpini, in estate-autunno.

## Commestibilità
Buona.

## Sinonimi e binomi obsoleti
- Boletus carpini (R. Schulz) A. Pearson, Naturalist: 96 (1947) [1946]
- Boletus pseudoscaber Kallenb., (1929) [1928]
- Boletus scaber var. carpini R. Schulz, in Michael & Schulz, Führ. Pilzk. (Zwickau) 1: pl. 95 con legenda (1924)
- Krombholzia pseudoscabra (Kallenb.) Vassilkov,: 32 (1955)
- Krombholziella carpini (R. Schulz) Alessio, Boletus Dill. ex L. (Saronno): 439 (1985)
- Krombholziella carpini (R. Schulz) Bon, Docums Mycol. 14(no. 56): 16 (1985) [1984]
- Krombholziella pseudoscabra (Kallenb.) Šutara, Česká Mykol. 36(2): 82 (1982)
- Leccinellum carpini (R. Schulz) Bresinsky & Manfr. Binder, in Bresinsky & Besl, Regensb. Mykol. Schr. 11: 232 (2003)
- Leccinum carpini (R. Schulz) M.M. Moser ex D.A. Reid, Trans. Br. mycol. Soc. 48: 525 (1965)
- Leccinum pseudoscabrum (Kallenb.) Šutara, Česká Mykol. 43(1): 6 (1989)
- Trachypus carpini (R. Schulz) J. Favre, Beitr. Kryptfl. Schweiz 10(3): 35 (1948)

## Nomi comuni
- Leccino
- Donna Nera (nel Biellese)
- (EN)  Hazel bolete
- (FR)  Bolet du charme

## Specie simili
- Leccinum brunneobadium